# Liz McIntyre
Pour les articles homonymes, voir McIntyre.
Liz McIntyre, de son nom complet Elizabeth Geary McIntyre, née le 5 avril 1965 à Hanover (New Hampshire), est une skieuse acrobatique américaine spécialisée dans les épreuves de bosses.

## Biographie
Au cours de sa carrière, elle a notamment remporté une médaille d'argent lors des Jeux olympiques d'hiver de 1994 à Lillehammer (Norvège). Après sa retraite sportive en 1998, elle devient entraîneur dans sa discipline.

## Palmarès

### Ski acrobatique
| Édition/Discipline | Bosses |
| ------------------ | ------ |
| JO 1992            | 6e     |
| JO 1994            | Argent |
| JO 1998            | 8e     |

### Championnats du monde
| Édition/Discipline | Bosses |
| ------------------ | ------ |
| Mondiaux 1986      | 12e    |
| Mondiaux 1989      | 4e     |
| Mondiaux 1993      | 5e     |
| Mondiaux 1995      | 16e    |
| Mondiaux 1997      | 6e     |

### Coupe du monde
- Meilleur classement au général : 16e en 1993.
- Meilleur classement aux bosses : 5e en 1993.
- 17 podiums dont 4 victoires.